# Christian Friedrich Schröder

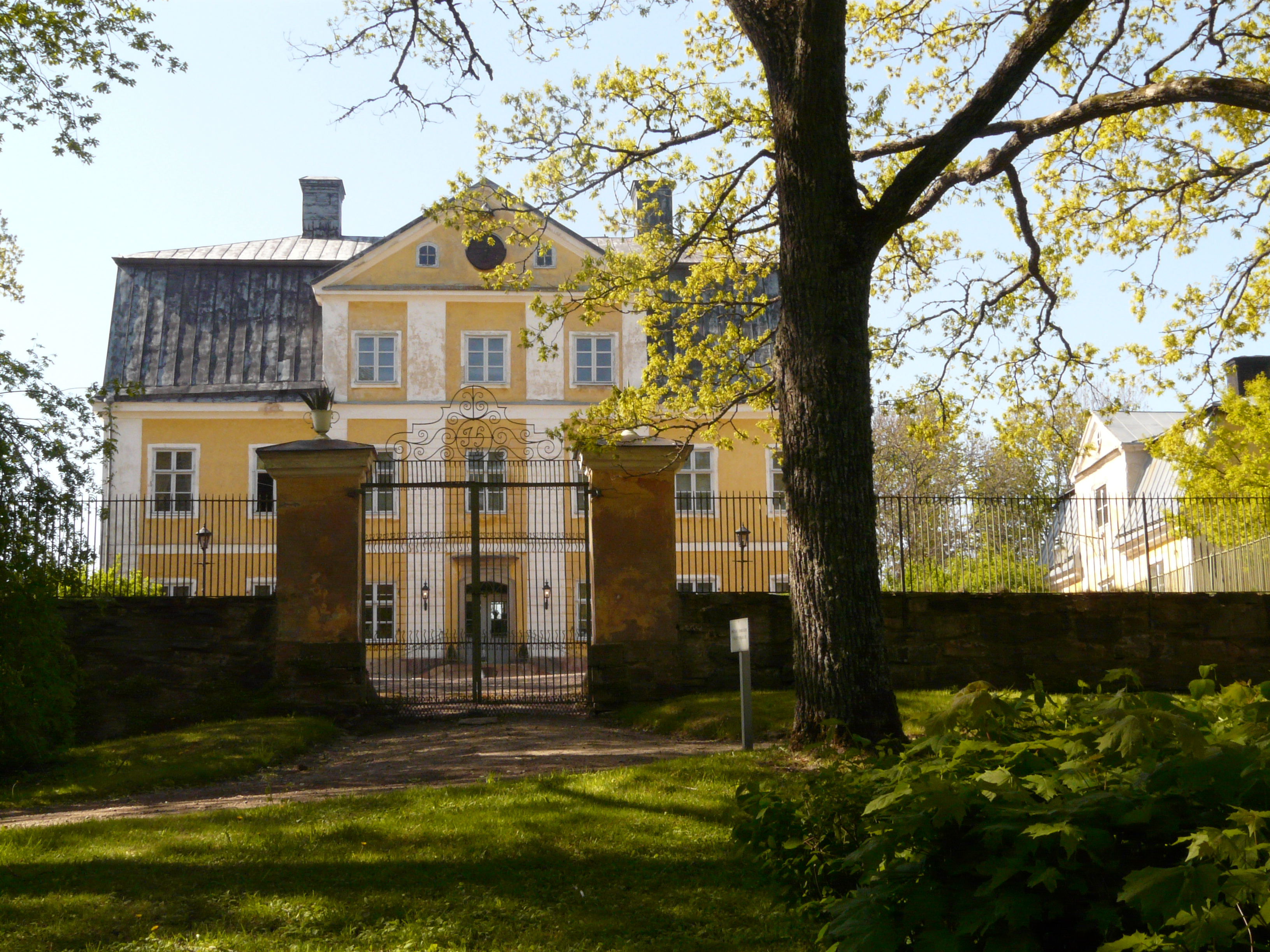
Fagerviks herrgård.

Christian Friedrich  Schröder, född 1722 i Bielefeld i Westfalen, död 1789 i Åbo, var en svensk murarmästare och arkitekt verksam i nuvarande Finland.
Christian Friedrich  Schröder fick sitt gesällbrev i tyska Egersberg 1741 och var under tolv år gesäll i Stockholm, varav fem år verkgesäll hos Pehr Westrell d.ä. Han nekades att bli mästare av Murmästareämbetet 1755, troligen på grund av bedömd överetablering av murmästare i staden. År 1756 begärde han inför samma murmästarämbete att få bli mästare i Åbo, vilket beviljades. Han var sedan verksam som stadsarkitekt och ålderman i murmästarämbetet i Åbo under mer än tre decennier från 1756. 
I Åbo svarade han för Åbo domkyrkas tornspira, som redan hade påbörjats 1739, en ny bro över ån, landshövdingens eller hovrättspresidentens hus liksom sockerbruket. Han planerade ett flertal privatbyggnader, särskilt återuppbyggnaden av den nordvästra delen av Åbo efter en brand 1775. Utanför Åbo bestod hans verksamhet i att planera rådhuset i Raumo samt ett flertal herrgårdar och mililtieboställen. Hans stilar var rokoko och franskklassicism. Hans byggnader hade vanligen mansardtak och var ockrafärgade. Hans utgångspunkt var Carl Wijnbladhs mönsterböcker från 1756 och 1757 samt övergick på 1780-talet till den nyklassicistiska stilen med Erik Palmstedt som förebild.
Schröder var gift med Anna Catharina Soltendig. Han avled i Åbo år 1789.

## Verk i urval

### Bevarade byggnader i Åbo och Raumo
- Åbo sockerbruk vid Västra strandgatan 7 (1757-1758)
- Finska hushållningssällskapet vid Tavastgatan 26, uppfört som privatbostad (1760–1762), sedan landshövdingsresidens och residens för hovrättspresidenten
- Rådhuset i Raumo (1776)
- Saltmagasin (1776–1777) med en liten bodbyggnad i sten och ett vinkelhus i trä (1787) vid Västra strandgatan 27

### Schröders herrgårdar enligt arkivuppgifter
- Ala-Lemu i S:t Karins (1767)
- Viksberg i Pemar (i trä 1769, i sten 1774)
- Tykö bruk i Bjärnå (1770)
- Fagervik i Ingå (sjöflygeln 1762, huvudbyggnaden 1775, den andra flygeln 1780)
- Svartå i Karis (1792)

### På basis av arkitektoniska drag Schröder tillskrivna
- Paddais i Sagu (1762)
- Ekstensholm i Nådendals landskommun (1763)
- Nuhjala i Vemo (1764)
- Lemsjöholm i Villnäs (1767)
- Björkboda i Dragsfjärd (1783)
- Haaroinen i Mellilä (1790)

### Av Schröder moderniserade gårdar
- Villnäs i Villnäs (1761)
- Sundholm i Nykyrko (1768)

### Av Schröder planerade tjänsteboställen
- Saaris i Mietois (1779)
- Selkis (Selkee) i Mouhijärvi (1787)

## Bildgalleri

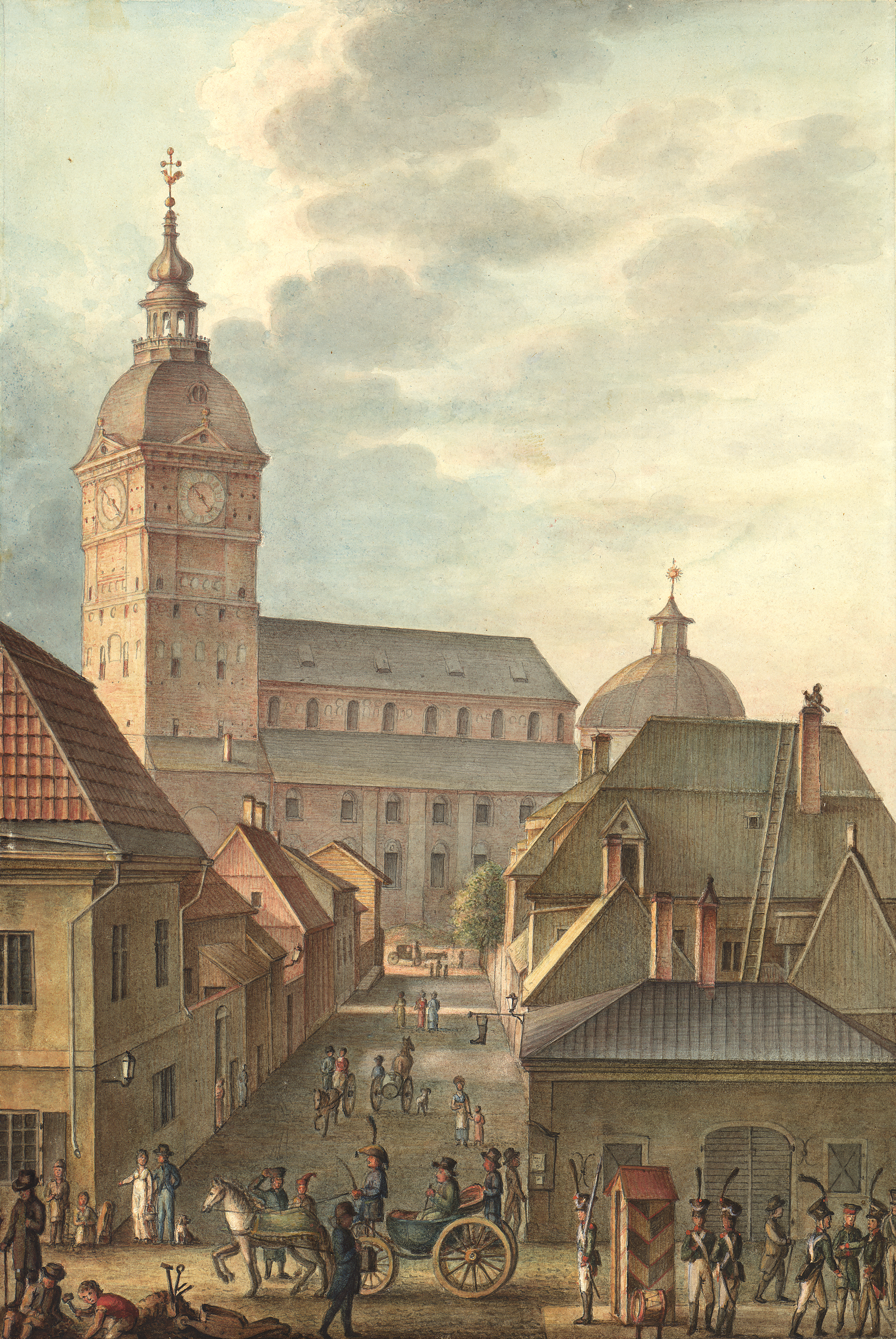
Åbo domkyrka med Schröders spira (akvarell av C. L. Engel år 1814
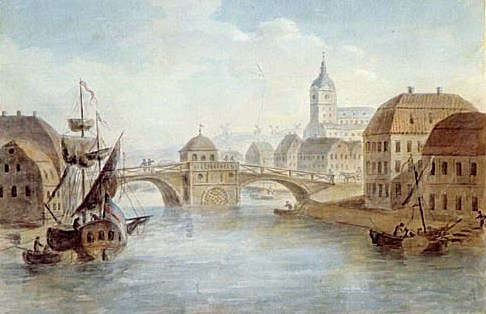
Pennibron över Aura å år 1811
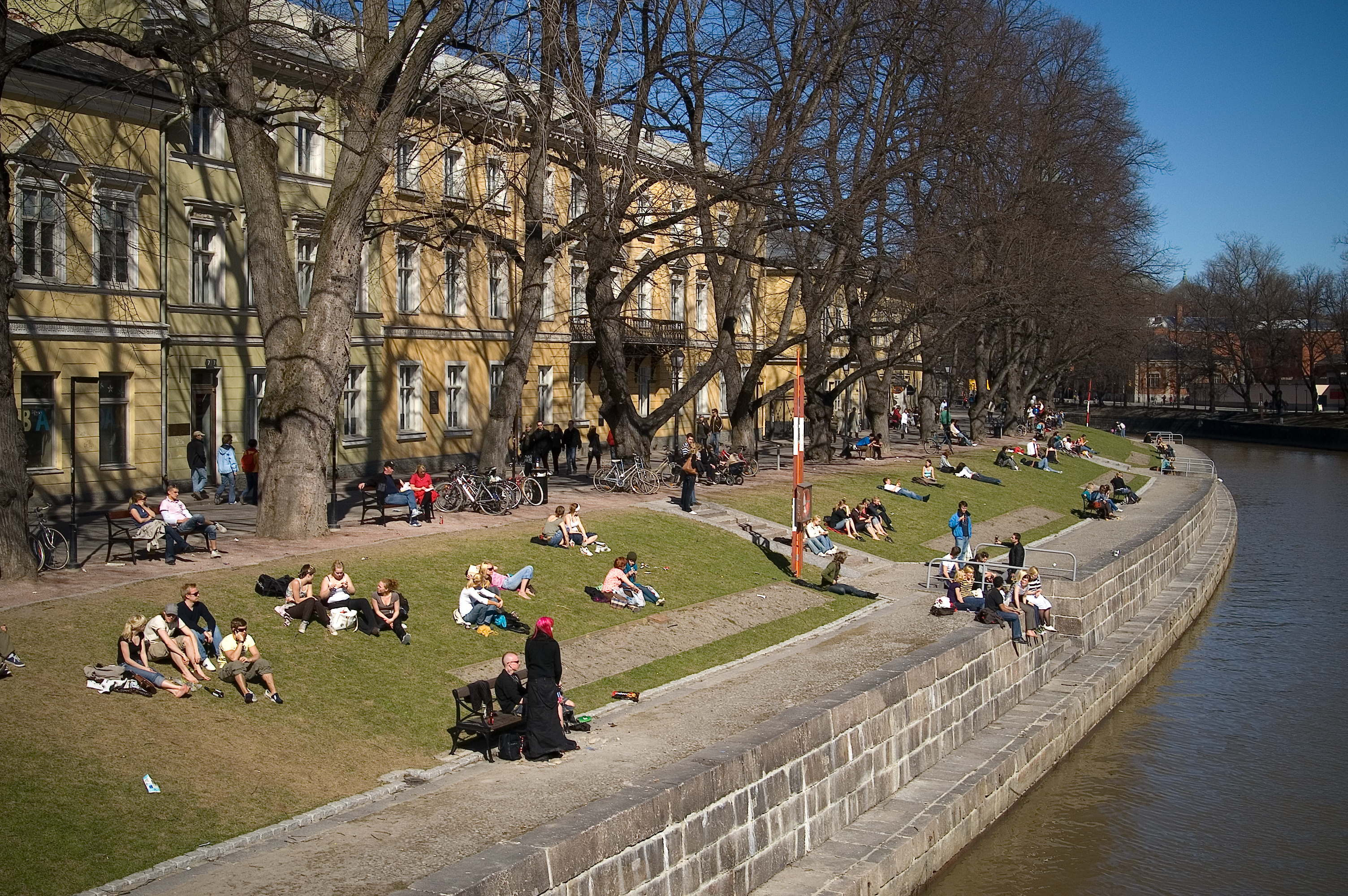
Åbo sockerbruk
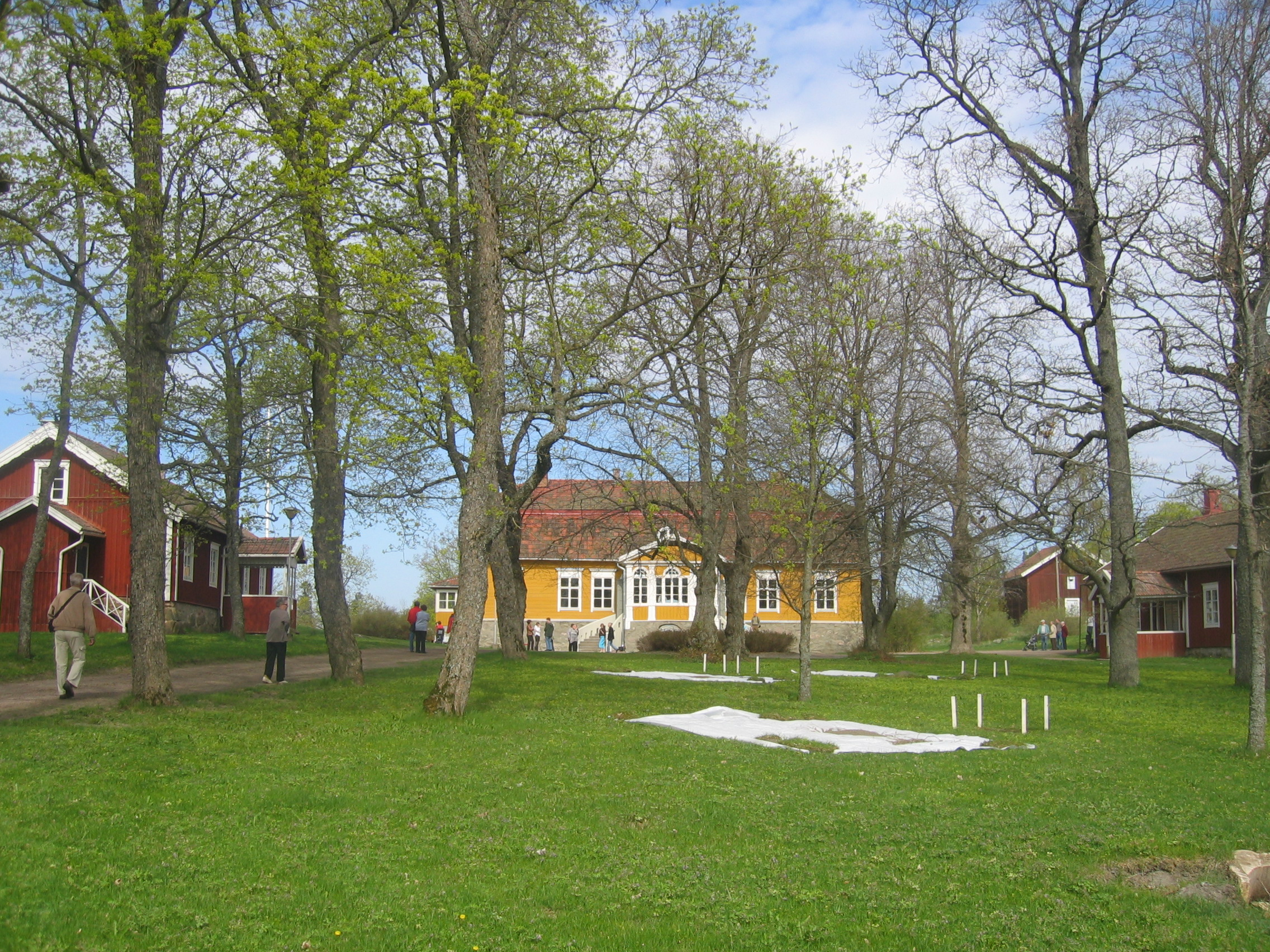
Saaris översteboställe
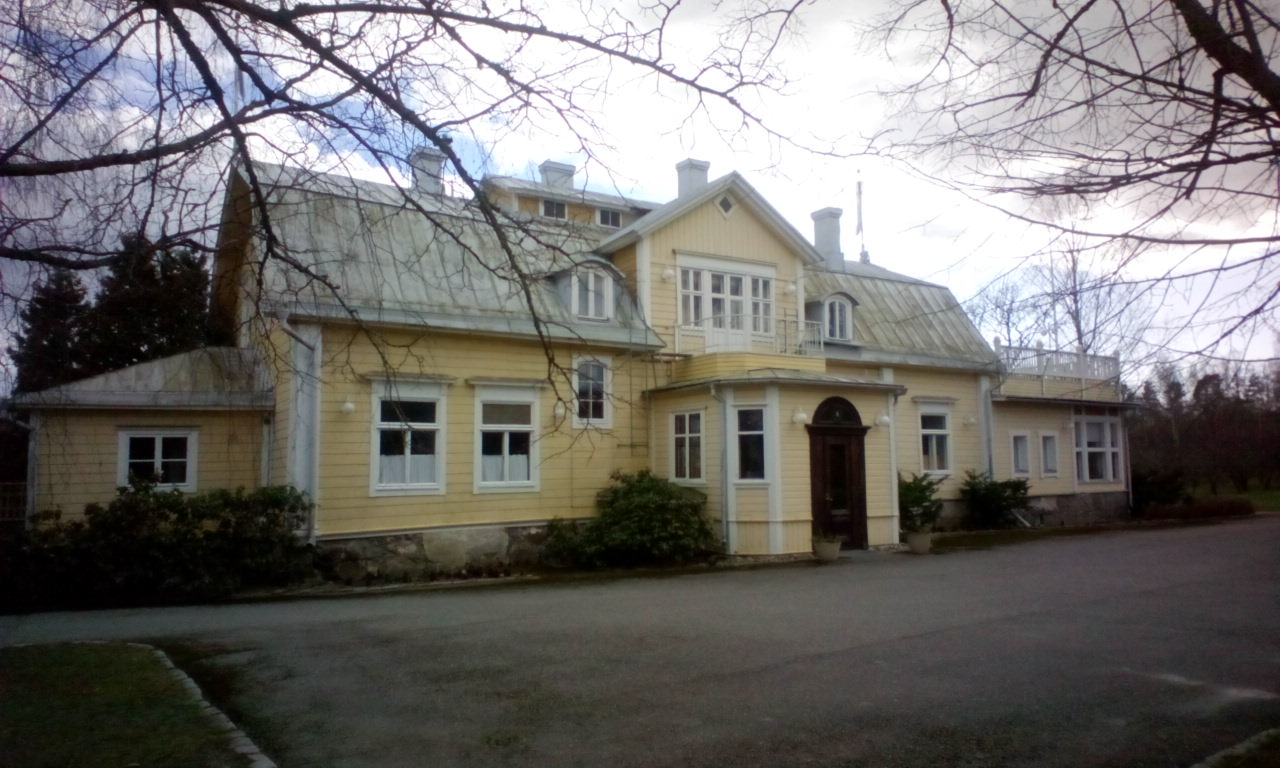
Ala-Lemu gård
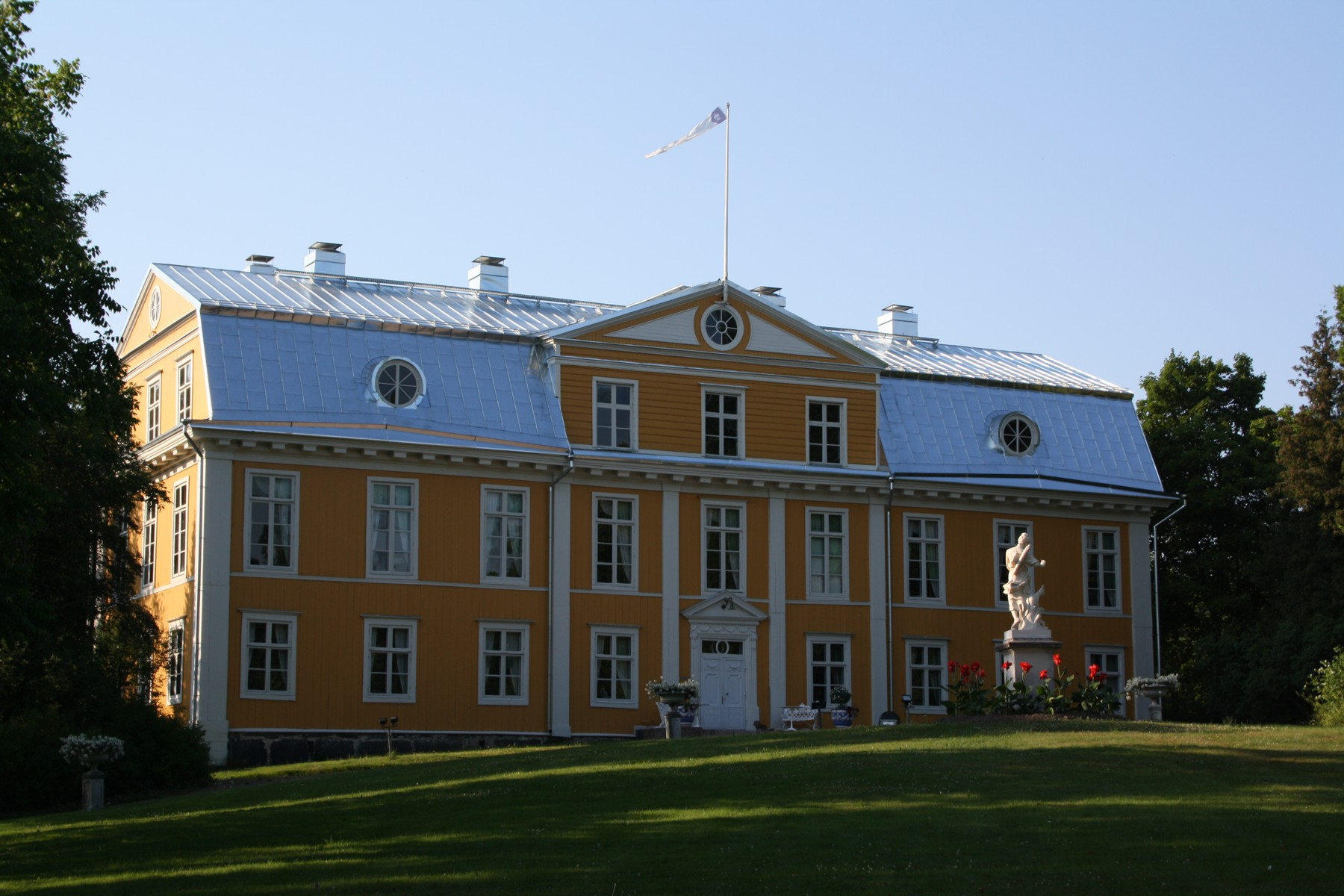
Svartå bruks huvudbyggnad
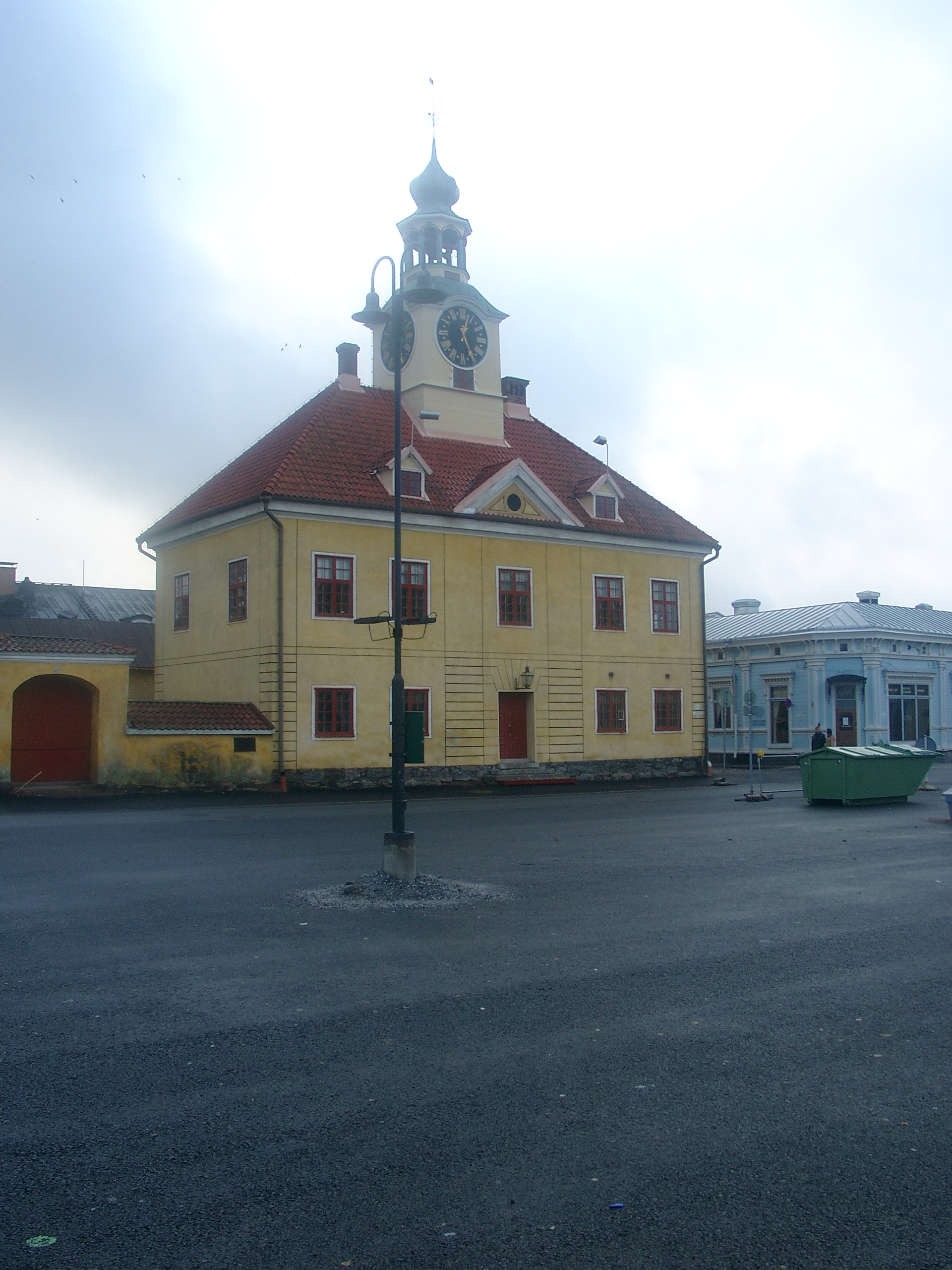
Raumo rådhus